# Кузнецов, Вадим Игоревич
Вади́м И́горевич Кузнецо́в (род. 12 октября 1939) — российский дипломат. Чрезвычайный и полномочный посол (1992).

## Биография
Окончил Калининское суворовское военное училище, Московский государственный институт международных отношений (МГИМО) МИД СССР (1965). Владеет суахили, английским и французским языками. На дипломатической работе с 1965 года.
- В 1965—1967 годах — сотрудник Посольства СССР в Танзании.
- В 1967—1970 годах — сотрудник центрального аппарата МИД СССР.
- В 1970—1975 годах — сотрудник Посольства СССР в США.
- В 1975—1979 годах — сотрудник центрального аппарата МИД СССР.
- В 1979—1987 годах — сотрудник Посольства СССР в США.
- В 1987—1989 годах — сотрудник центрального аппарата МИД СССР.
- В 1989—1992 годах — сотрудник Посольства СССР и России в Австралии.
- В 1992—1994 годах — директор Департамента стран СНГ МИД России.
- С 13 сентября 1994 по 30 июня 1998 года — чрезвычайный и полномочный посол Российской Федерации в Турции[1][2].

## Дипломатический ранг
- Чрезвычайный и полномочный посол (6 августа 1992)[3].

## Семья
Женат, имеет двоих детей.